# 나의 소녀시대
《나의 소녀시대》(중국어 간체자: 我的少女时代, 정체자: 我的少女時代, 병음: Wŏ De Shàonǚ Shídài)는 2015년에 공개된 타이완의 청춘 로맨스 영화이다. 또한 나의 소녀시대는 천위산(프랭키 첸) 감독의 데뷔작으로, 쑹윈화, 왕다루, 리위시, 젠팅루이, 천차오언이 주연으로 출연했다.

## 줄거리
영화는 현재의 평범한 직장인 린전신이 과거 고등학생 시절을 회상하며 시작된다. 린전신은 학교에서 인기 많은 남학생 오우양 페이판을 짝사랑하고 있었고, 어느 날 우연히 학교의 악명 높은 불량 학생 쉬타이위에게 협박 편지를 전달하게 된다. 이 사건으로 인해 린전신은 쉬타이위의 심부름꾼이 되고, 그 과정에서 오우양과 민민이 비밀 연애 중임을 알게 된다. 
실망한 린전신은 민민을 좋아하는 쉬타이위와 함께 둘 사이를 갈라놓기 위한 동맹을 맺는다. 그러던 중 린전신은 오우양과 쉬타이위가 과거 친구였지만, 어떤 사건으로 인해 쉬타이위가 변했다는 사실을 알게 된다. 린전신은 쉬타이위에게 예전처럼 돌아가라고 말하고, 그의 변화를 이끌어낸다. 함께 공부하고 시간을 보내면서, 린전신과 쉬타이위는 서로를 이해하고 사랑을 느끼게 된다.
쉬타이위는 모의고사에서 좋은 성적을 거두지만, 학교 측의 부당한 처벌을 받게 된다. 이에 분노한 린전신은 학생들과 함께 학교에 항의하며 불의에 맞서 싸운다. 학교 축제에서 학생들은 학교 규칙을 어기며 항의하고, 결국 교장은 학생들의 요구를 받아들인다.
캠핑 여행에서 린전신과 쉬타이위는 서로를 잊지 않겠다고 약속한다. 린전신의 생일 전날, 쉬타이위는 대입 시험 후에 들으라는 녹음을 선물한다. 그러나 생일날, 린전신은 쉬타이위가 민민과 사귀게 되었다는 사실을 알게 되고 큰 실망감을 느낀다.
이후 쉬타이위는 교통사고 후유증으로 뇌에 혈전이 있다는 것을 알게 되고, 해외로 떠나게 된다. 대학 입시 후 린전신은 쉬타이위의 녹음을 듣고 그가 자신을 좋아했음을 알게 된다.
현재의 린전신은 자신의 삶을 되돌아보고 직장과 연애를 정리한다. 우연히 앤디 라우 콘서트에서 앤디 라우를 만나고, 그를 통해 쉬타이위와 재회한다. 쉬타이위는 학창 시절 약속했던 것처럼 앤디 라우가 린전신을 위해 노래하도록 도와주고, 두 사람은 다시 만난다.

## 출연
- 쑹윈화 - 린전신 역
- 왕다루 - 쉬타이위 역
- 리위시 - 어우양페이판 역
- 젠팅루이 - 타오민민 역
- 천차오언 - 성인 린전신 역
- 옌청쉬 - 성인 쉬타이위 역
- 추중헝 - 취안즈셴 역
- 천옌윈 - 저우잉무 역
- 유덕화 - 본인 역